# Port Kaituma
Port Kaituma é uma pequena vila no interior da região administrativa da Guiana de Barima–Waini, na Guiana Essequiba com 1 152 hab. (2012)

## Demografia
Segundo o censo populacional de 2002, tinha 2 267 habitantes. A estimativa de 2010 refere-se a 2 793 habitantes.
Ocupação da população
| Dados     | Funcionários | Profissionais e técnicos | <pequeno>Clérigos | Comércio e Serviços | <pequeno>Ligado. agrícola | <pequeno>Ligado. industriais | Ocupe. elementais | <pequeno>S/D</pequeno> | Total |
| --------- | ------------ | ------------------------ | ----------------- | ------------------- | ------------------------- | ---------------------------- | ----------------- | ---------------------- | ----- |
| População | 18           | 43                       | 12                | 309                 | 73                        | 64                           | 157               | 553                    | 1209  |

## História
Apesar de um assentamento ameríndio existir ao longo do rio Kaituma por algum tempo, foi apenas após a descoberta do manganês na localidade vizinha Matthew's Ridge, que Port Kaituma se desenvolveu. Como Matthew's Ridge não esta localizado em um rio navegável, um canal foi feito do Rio Kaituma à um porto construído, tornando-se conhecido como Port Kaituma. No momento da mineração de manganês, Port Kaituma tinha três áreas separadas. A casa dos gerentes de minas e a casa de hóspedes com uma grande clareira foram separados por uma pequena estrada através da floresta a partir da instalação da ferroviária de carregamento principal de manganês. A grande estrada mais longa na direção oposta à área é conhecida como "Bottom Floor", onde os trabalhadores viviam.
O manganês era transportado de Matthew's Ridge através de uma estrada de ferro de 40 milhas e então enviado a partir de Port Kaituma para Chaguaramas Bay em Trinidad, de onde era distribuído para uso industrial com uma grande proporção indo para Stavanger, na Noruega. O projeto foi operado por subsidiárias da União Caribenha.
Dois petroleiros de Trinidad, o Ambrosio e o Inverrosa, investiram como transportadores de manganês como parte deste projeto. Eles faziam a viagem de Port Kaituma para Chaguaramas em um ciclo regular de quatro dias por grande parte da década de 1960. Com um deslocamento de 3.000 toneladas, foi originalmente construído em meados dos anos 1920 feitos para transportar óleo através da foz do Lago de Maracaibo na Venezuela. A capacidade de navegação nessas águas rasas foi essencial para todo o projeto.
O Significado de Port Kaituma cresceu ainda mais após a proclamação do então Presidente da Guiana, Forbes Burnham, dizendo que a Guiana deve tornar-se mais auto-suficiente, preenchendo o interior do país. Matthew's Ridge foi destacado como uma potencial nova capital, e dentro de Port Kaituma uma grande escola secundária foi construída para educar os alunos enviados de toda Guiana. Durante seu auge, a escola se vangloriou com mais de 800 alunos, dos quais a maioria foram alojados em dois grandes edifícios de dormitórios.
Na década de 1970, Jim Jones fundou Jonestown, que foi construído apenas sete milhas de distância de Port Kaituma. As primeiras mortes de Novembro de 1978 da tragédia de Jonestown ocorreram em Port Kaituma quando Leo Ryan, um congressista norte-americano da Califórnia, e outros foram mortos a tiros ao embarcar numa pequena aeronave Twin Otter na pista local. Na operação de rescaldo e limpeza que se seguiu, muitos itens da comunidade de Jonestown foram adquiridas pelos moradores de Port Kaituma.
Depois disso, ao longo dos próximos 25 anos, uma grande empresa de registro de propriedade estrangeira veio e se foi, a fábrica de manganês na Matthew's Ridge deixou de funcionar e a estrada de ferro que liga Matthew's Ridge e Port Kaituma foi fechada e em algumas partes cortadas. A importância da escola diminuiu e caiu em um estado de abandono.
Hoje, Kaituma serve como porta de entrada para a floresta ao redor, onde a indústria agora predominante de pequena escala de mineração de ouro ocorre. A natureza transitória de muitos destes (garimpeiros) levou a problemas de criminalidade armada, roubo, assassinato e corrupção no interior sem policia. Isto porém não perturba o fluxo contínuo de trabalhadores através da cidade, incluindo um recente fluxo de brasileiros.